# Pfarrkirche St. Jakob (Dietenheim)

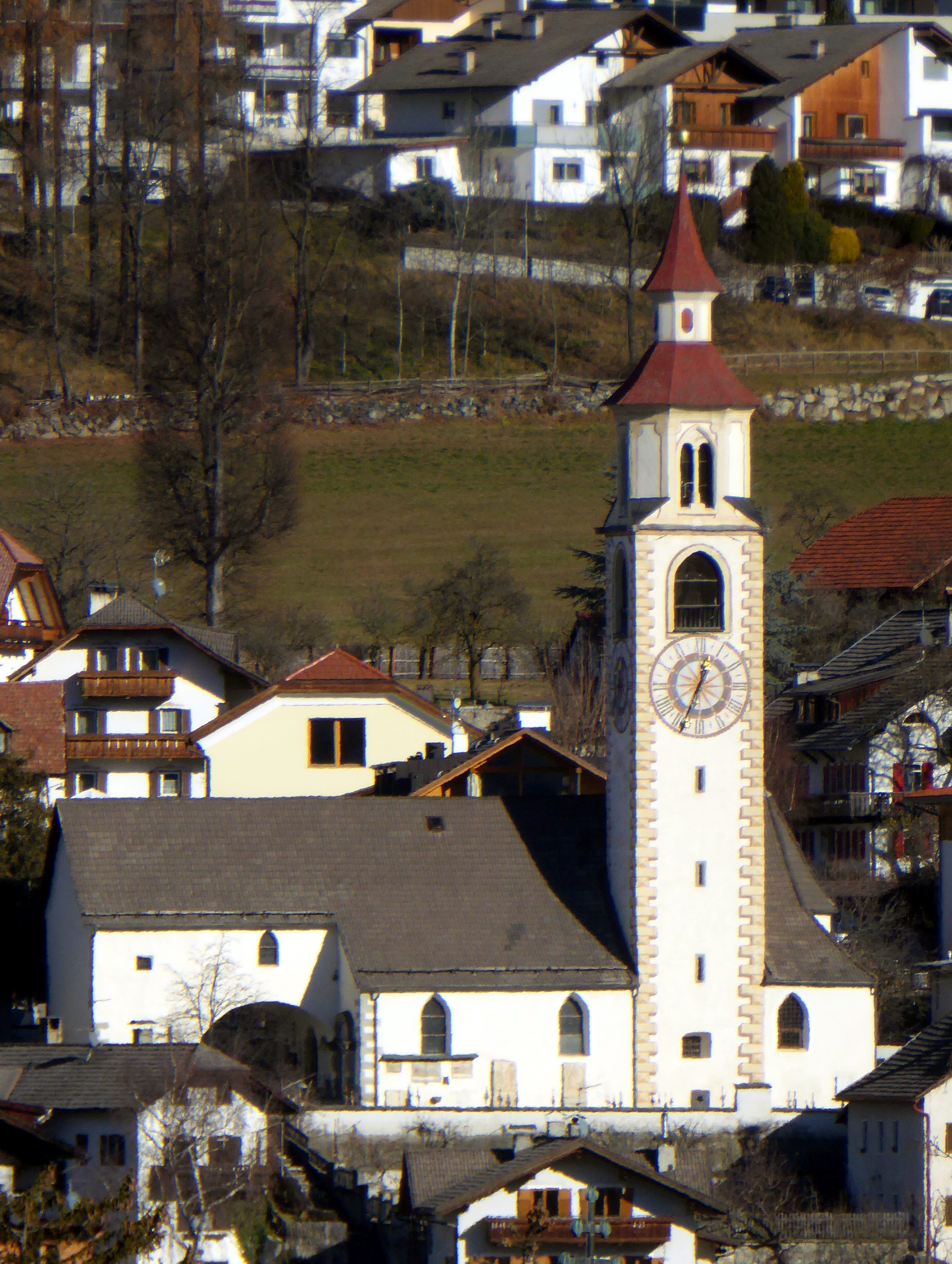
Jakobskirche in Dietenheim

Die katholische Pfarrkirche zum heiligen Apostel St. Jakob der Ältere befindet sich in Bruneck, in der Fraktion Dietenheim, Südtirol. Sie gehört zum Dekanat Bruneck der Diözese Bozen-Brixen und somit zur Kirchenprovinz Trient.

## Geschichte
Der erste Kirchenbau geht sicher auf das 12./13. Jh. zurück, erstmals erwähnt wird sie aber 1332. Das heutige Gebäude stammt aus dem 15. Jahrhundert. Der Turm wurde 1643 verändert und erhielt 1692 seine heutige Gestalt. Ursprünglich gehörte Dietenheim zum Kloster Sonnenburg. 1786 wurde es Lokalie, seit 1891 ist es eine eigene Pfarre. Die einst eigenständige Gemeinde Dietenheim wurde 1929 nach Bruneck eingemeindet.

## Baubeschreibung
Die unter Denkmalschutz stehende, zweischiffige Kirche besitzt im Hauptschiff einen polygonalen Chorschluss, im Seitenschiff ein Sterngratgewölbe, während die Vorhalle ein Kreuzgratgewölbe trägt. Im Chor ist ein Wandgemälde mit dem Zug der hl. Drei Könige des Hans von Bruneck aus der Zeit von 1420 erhalten, von dem auch die Darstellungen des Ölbergs und des hl. Wolfgang sowie der hl. Kümmernis an der Außenseite der Kirche stammen. Das Wandgemälde im Seitenschiff hat das Thema der Gregoriusmesse, wobei links vorne die Befreiung Kaiser Trajans aus der Hölle und die Hl. Ottilia, rechts vorne die Stifterfamilie des Hans Primus zu sehen sind. Es wurde von Simon von Taisten im Jahr 1506 geschaffen. Die Kirche wurde später barock umgestaltet und mit rankengeschmückten Deckenfresken ausgemalt. Das Hochaltarbild stammt von Josef Renzler aus dem Jahr 1828 und zeigt die Apostel Jakobus den Älteren, Philippus und Jakobus den Jüngeren. Weitere Ausstattungsstücke sind ein Bild der Mutter Anna von Georg Kachler und eine Statue der Mondsichelmadonna am rechten Triumphbogenpfeiler.
Im Anschluss an das Seitenschiff steht der Turm, der von einem Oktogon und abschließender Laterne bekrönt wird.
Über das Obergeschoss mit der Kirche an der Westseite verbunden ist die zweigeschossige Friedhofskapelle, im Durchgang sind die Eingangsportale zu beiden Gebäuden. Im Erdgeschoss der Kapelle finden sich Gratgewölbe und Rundbogennischen, im Obergeschoss ein Tonnengewölbe. In der durch zwei Spitzbogenportale zugänglichen Kapelle ist ein Wandgemälde mit Darstellung der Kreuzigung Christi aus der Zeit um 1500 am nennenswertesten.
Die Kirche ist vom Ortsfriedhof umgeben.

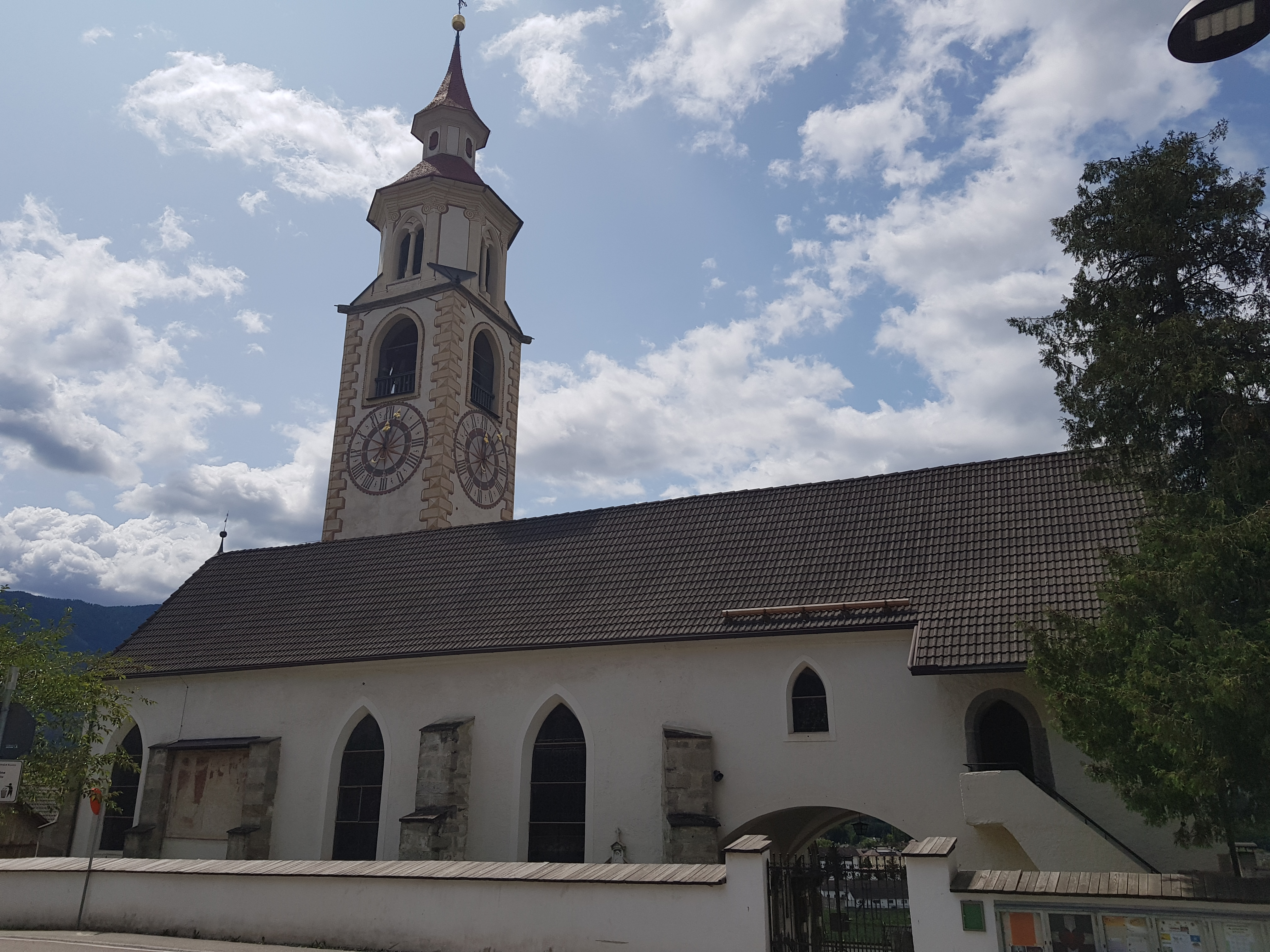
Kirche von Norden
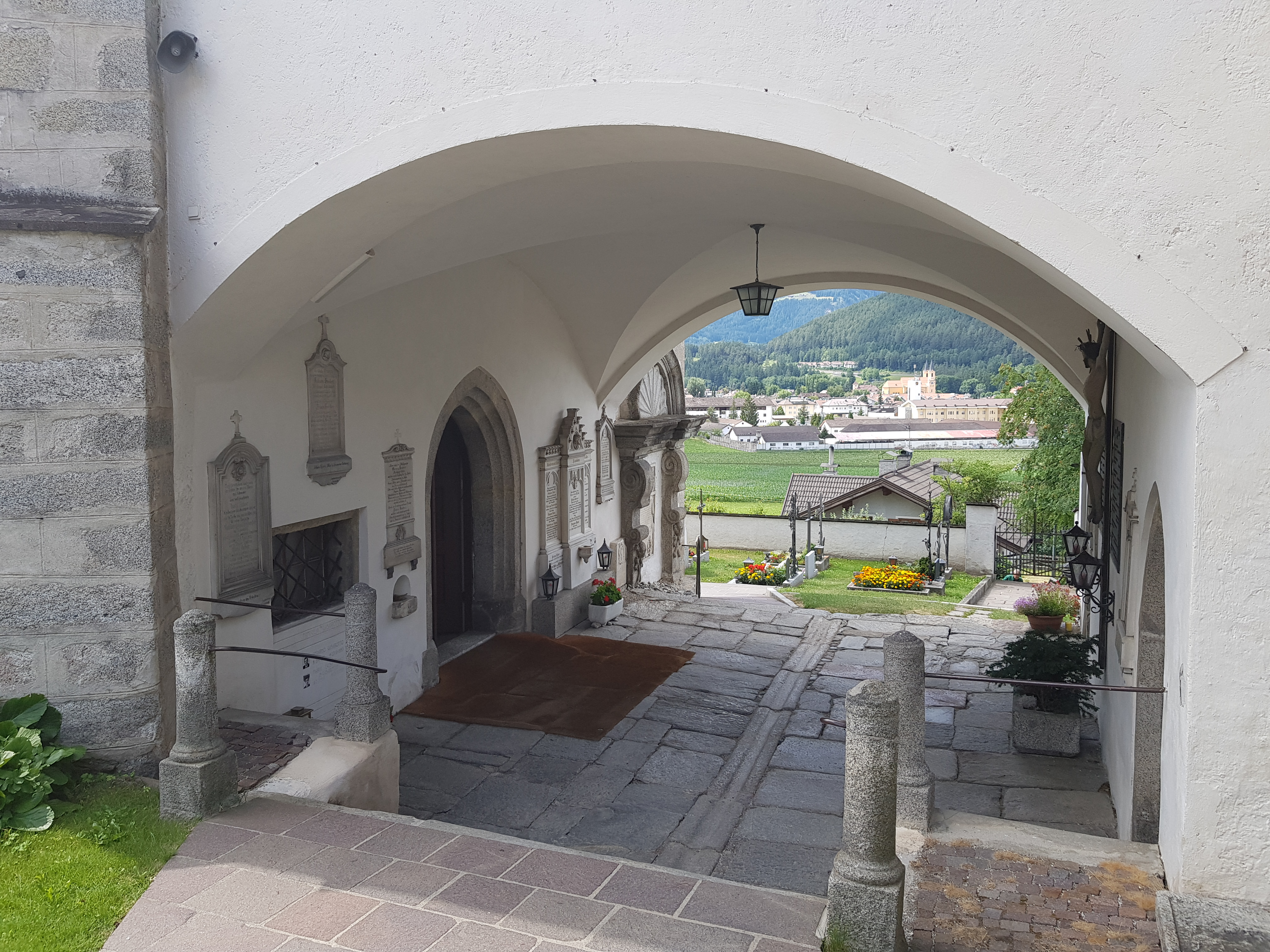
Durchgang
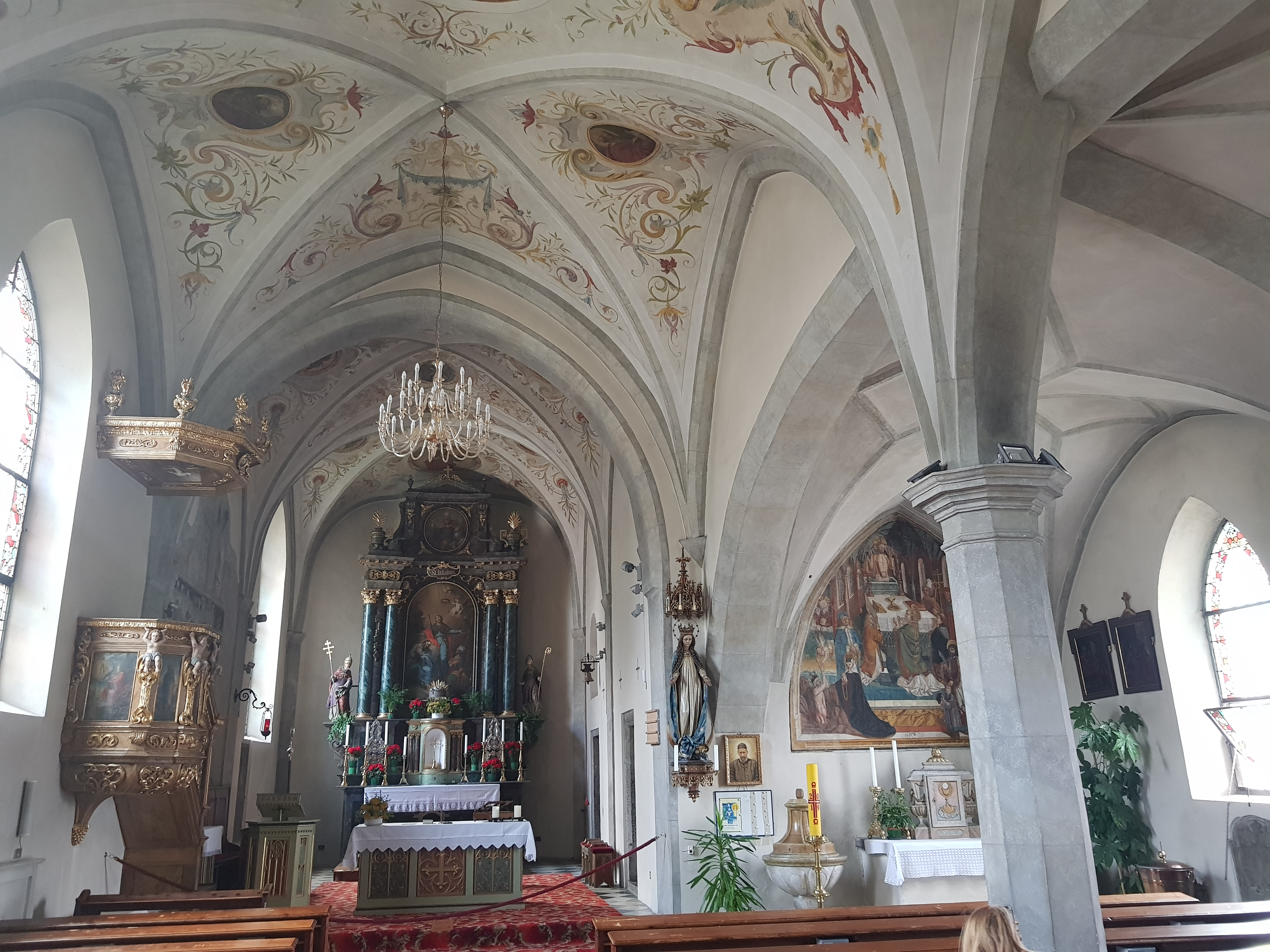
Innenraum
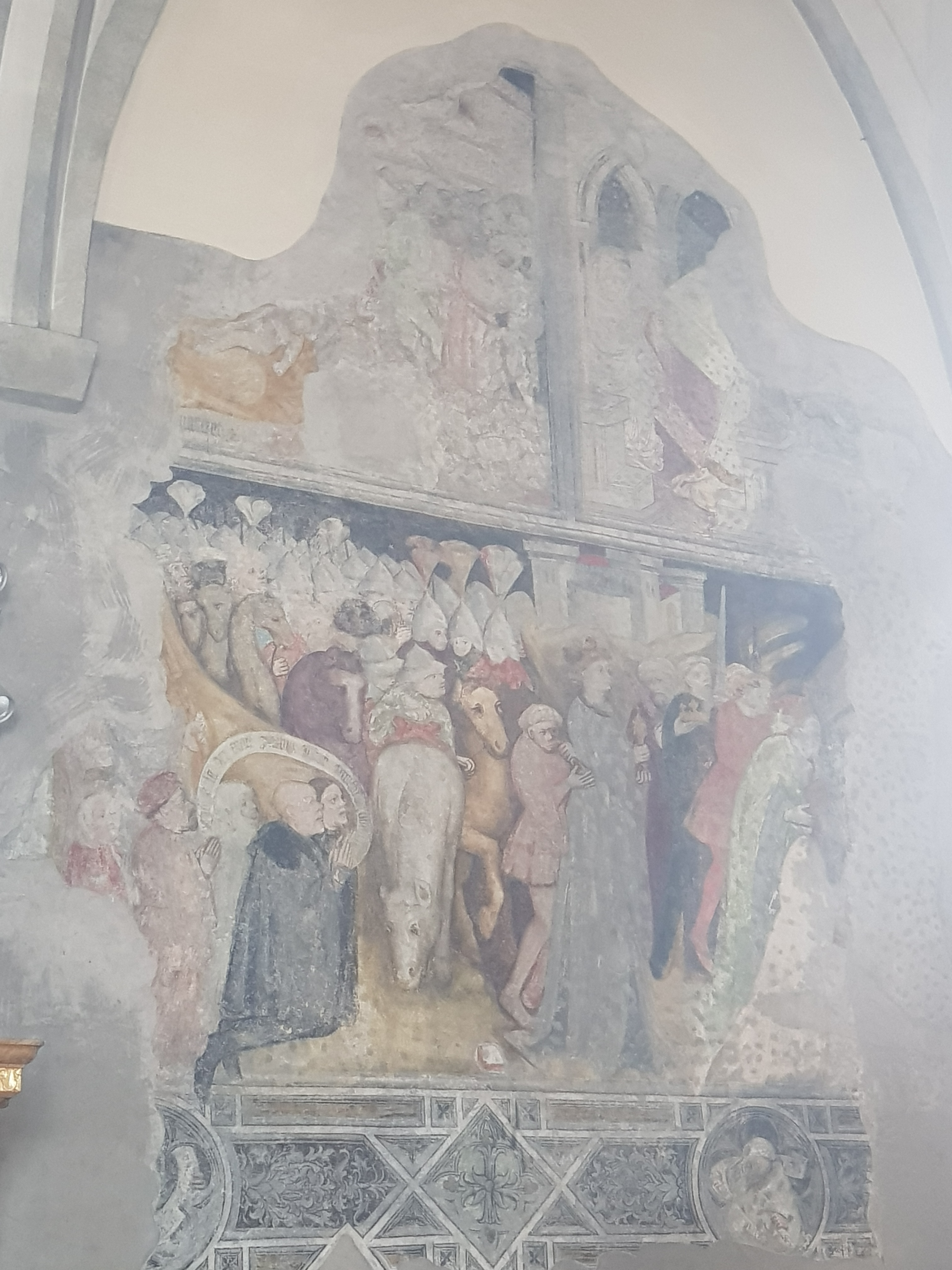
Zug der Hl. Drei Könige von Hans von Bruneck (1420)
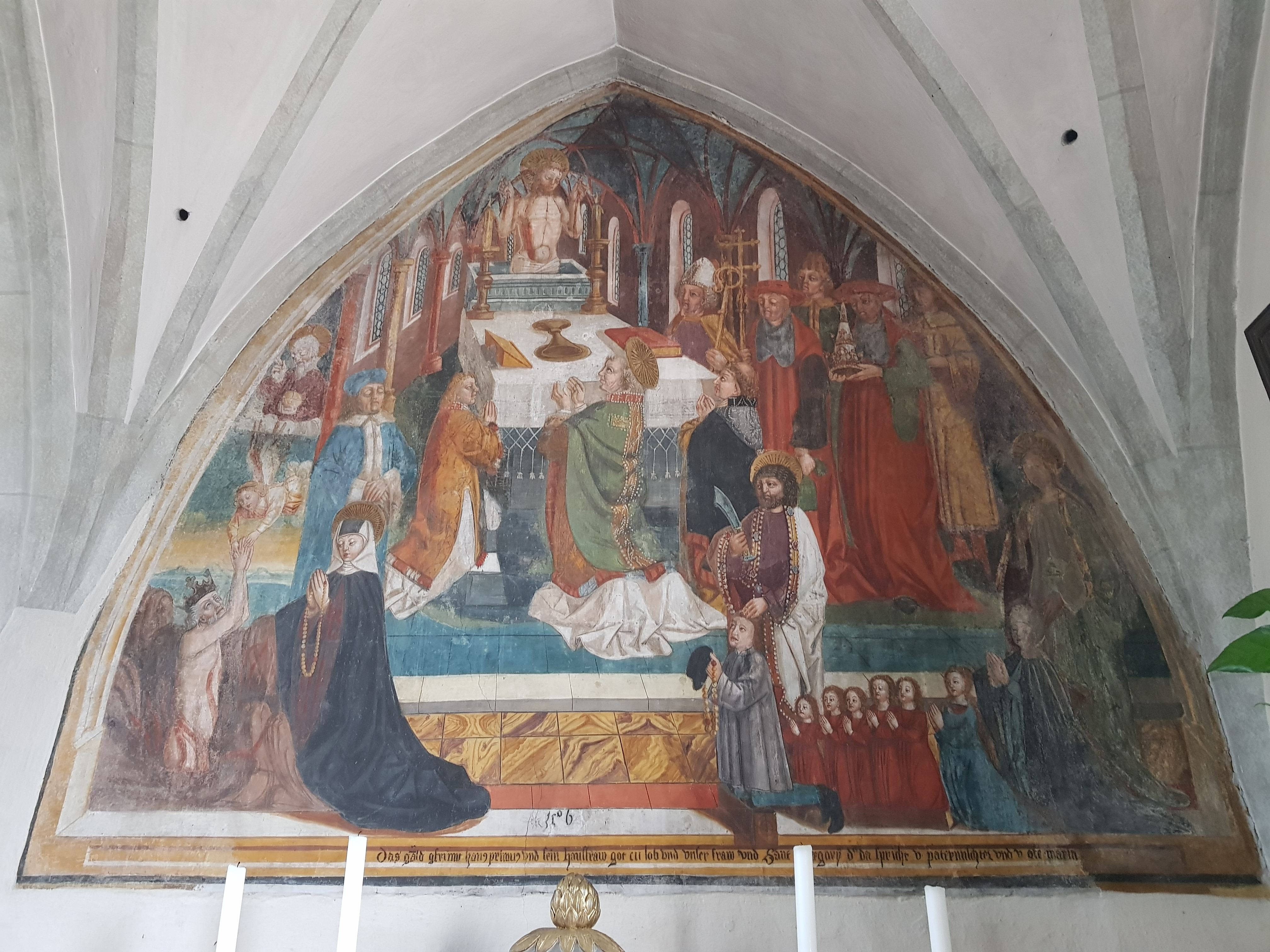
Gregoriusmesse von Simon von Taisten (1506)
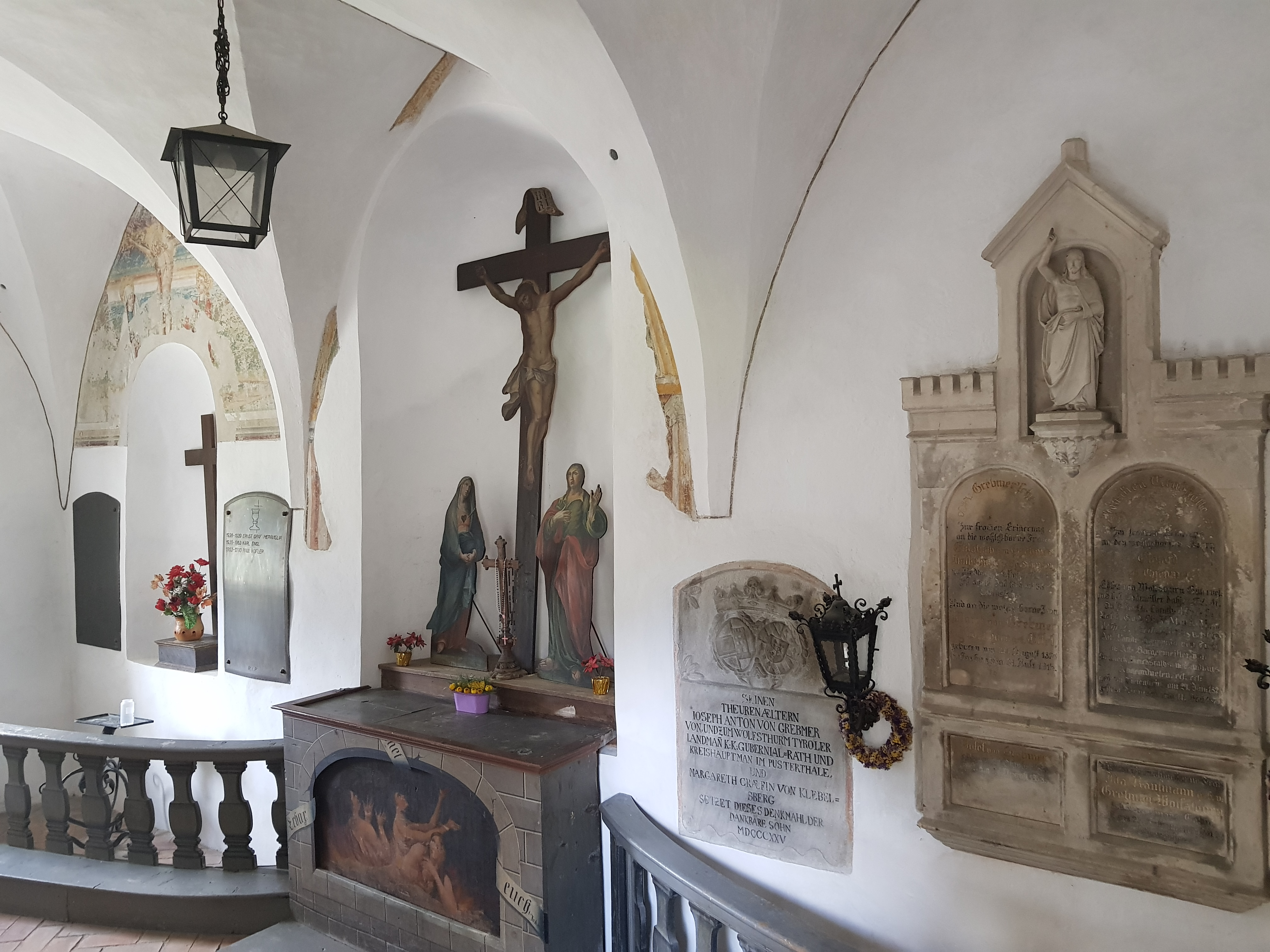
Friedhofskapelle
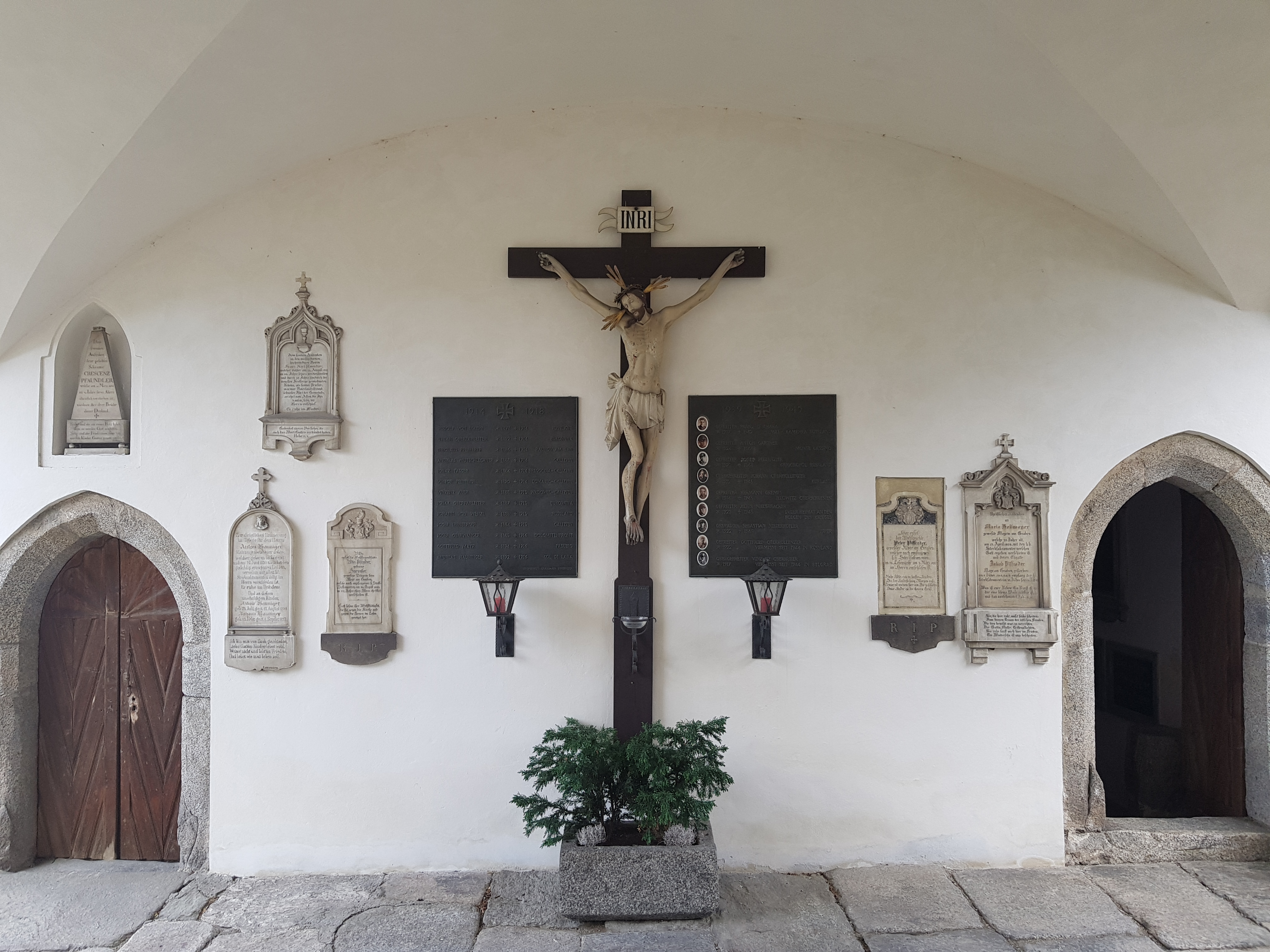
Durchgang mit Eingängen zur Friedhofskapelle